# Königreich Wanand
Das Königreich Wanand (armenisch Վանանդի թագավորություն), auch als Königreich Kars (armenisch Կարսի թագավորություն) bekannt, war ein mittelalterliches armenisches Königreich, welches im Jahre 963 von Muschegh Bagratuni († 984), einem Sohn von Abbas I., ins Leben gerufen wurde.
Kurz nachdem der Herrschaftssitz der armenischen Bagratiden nach Ani verlegt worden war, wurde Kars (heutige Türkei) 963 zur Hauptstadt des neu-gegründeten Königreiches Wanand. Dessen Grad an Unabhängigkeit von den Herrschern Anis zur Zeit des armenischen Königreiches ist jedoch umstritten. Nachdem Ani 1045 an das Byzantinische Reich gefallen war, wurde der Titel „König der Könige“, welcher zuvor von den Bagratiden-Herrschern Anis gehalten wurde, auf den König Wanands übertragen. Als Ani 1064 durch den seldschukischen Sultan Alp Arslan erobert wurde, erkannte Gagik I., der König Wanands, diesen als seinen Lehensherren an, um einer bewaffneten Auseinandersetzung mit der türkischen Großmacht zu entgehen. Ein Jahr später verzichtete Gagik I. auf seinen Königstitel und vermachte Kars dem byzantinischen Kaiser, welcher die Kontrolle über das Fürstentum jedoch bereits kurz darauf an die vorrückenden Seldschuken verlor.